# Boschi Sant'Anna
Boschi Sant'Anna és un comune (municipi) de la província de Verona, a la regió italiana del Vèneto, situat a uns 45 quilòmetres de Verona.
A 1 de gener de 2020 la seva població era de 1.375 habitants.
Boschi Sant'Anna limita amb els següents municipis: Bevilacqua, Legnago, Minerbe i Terrazzo.